# Lucindo Faggin
Lucindo Faggin (Padova, 29 agosto 1887 – Oppacchiasella, 1º novembre 1916) è stato un militare italiano.
Sottotenente del Regio Esercito, combatte durante la Guerra italo-turca e nella prima guerra mondiale, venendo insignito della Medaglia d'oro al valor militare alla memoria.

## Biografia
Nato a Padova il 29 agosto 1887, si arruolò nel Regio Esercito in occasione della campagna di Libia del (1911-1912), distinguendosi in numerosi combattimenti. Il 12 marzo 1912 prese parte alla battaglia dell’oasi delle Due Palme e successivamente a quella della conca di Psithos (isola di Rodi, 16 maggio 1912), essendo stato promosso sul campo al grado di sergente. All'entrata in guerra del Regno d'Italia, il 25 maggio 1915, partecipò, con il grado di maresciallo, alle operazioni in seno al 56º Reggimento fanteria della Brigata Marche. Il 4 agosto 1916 prese parte alla conquista di Quota 85 nelle vicinanze di Monfalcone, Il 15 settembre rimase ferito al volto durante un attacco contro le posizioni nemiche ad Oppacchiasella. Per non lasciare i suoi uomini, seppur ferito, continuò ad incitarli e a sventolare una piccola bandiera tricolore sulla trincea conquistata agli austro-ungarici. Sicuro del successo dell'azione si decise a raggiungere il posto di medicazione, ma tornò in prima linea poco tempo dopo, nonostante il parere negativo dei medici e dei suoi superiori. Per questa azione fu decorato con una Medaglia di bronzo al valor militare, e il 9 settembre fu promosso al grado di sottotenente in servizio permanente effettivo (s.p.e.) per meriti di guerra.
Il 1º novembre 1916 spirava per le gravi ferite riportate a causa dello scoppio di una granata a shrapnel vicino ad Oppacchiasella. In sua memoria venne decretata la concessione della medaglia d'oro al valor militare.